# Förstakvantisering
Förstakvantisering är en kvantmekanisk formalism för att beskriva tillståndet för ett kvantsystem. Varje partikel i ett kvantsystem beskrivs av en vågfunktion, vars form beror på vilken spinn-orbital partikeln befinner sig i. På grund av ourskiljbarheten hos identiska partiklar måste flerpartikelsystem vara antingen symmetriska (bosoniska system) eller antisymmetriska (fermioniska system) under permutation av partiklarnas identiteter. Inom förstakvantiseringen konstrueras flerpartikeltillstånden med hjälp av determinanter (fermioner) eller permanent (bosoner) av enpartikeltillstånd, vilket garanterar att permutationssymmetrierna uppfylls.

## Enpartikelsystem
Tillståndet för ett enpartikelsystem beskrivs inom första kvantiseringen av en tillståndsvektor {\displaystyle |\psi \rangle }. Denna vektor är ett element i ett Hilbertrum, ett fullständigt inre produktrum. Normalt uttrycks denna vektor i en bas av egentillstånd till någon operator, till exempel Hamiltonoperatorn för det system som betraktas. Om {\displaystyle |\phi _{n}\rangle } betecknar det {\displaystyle n}:te egentillståndet till en Hamiltonoperator {\displaystyle {\hat {H}}}, kan tillståndsvektorn för kvantsystemet uttryckas med hjälp av fullständighetsrelationen som
{\displaystyle |\psi \rangle =\sum _{n}|\phi _{n}\rangle \langle \phi _{n}|\psi \rangle =\sum _{n}c_{n}|\phi _{n}\rangle }
där {\displaystyle |c_{n}|^{2}=|\langle \phi _{n}|\psi \rangle |^{2}} ger sannolikheten att vid en mätning av energin finna systemet i egentillståndet {\displaystyle |\phi _{n}\rangle }.
Istället för att uttrycka tillståndet {\displaystyle |\psi \rangle } i termer av egentillstånd till Hamiltonoperatorn kan till exempel egentillstånden {\displaystyle |{\textbf {r}}\rangle } till positionsoperatorn {\displaystyle {\hat {\textbf {r}}}} användas:
{\displaystyle |\psi \rangle =\int d{\textbf {r}}|{\textbf {r}}\rangle \langle {\textbf {r}}|\psi \rangle =\int d{\textbf {r}}\psi (r)|{\textbf {r}}\rangle }
där {\displaystyle \psi (r)=\langle {\textbf {r}}|\psi \rangle } betecknar vågfunktionen för tillståndet och {\displaystyle |\psi (r)|^{2}} ger sannolikheten att vid en mätning av positionen finna systemet i egentillståndet {\displaystyle |{\textbf {r}}\rangle }, det vill säga vid positionen {\displaystyle {\textbf {r}}}.
Ett tillstånd {\displaystyle |\psi \rangle } kan alltså beskrivas med olika baser. Vågfunktionen {\displaystyle \psi (r)} är en beskrivning i koordinatrepresentationen, där egentillstånden till positionsoperatorn används som bas.

## Flerpartikelsystem

### Vågfunktioner
Ett flerpartikeltillstånd kan precis som ett enpartikeltillstånd beskrivas av en tillståndvektor {\displaystyle |\Psi \rangle }. Detta tillstånd kan i sin tur beskrivas med hjälp av olika baser. Precis som för ett enpartikeltillstånd kan ett flerpartikeltillstånd representeras av en vågfunktion {\displaystyle \Psi ({\textbf {r}}_{1},{\textbf {r}}_{2},...,{\textbf {r}}_{N})=\langle {\textbf {r}}_{1},{\textbf {r}}_{2},...,{\textbf {r}}_{N}|\Psi \rangle }. I motsats till ett enpartikeltillstånd är vågfunktionen för ett {\displaystyle N}-partikelsystem dock en funktion av {\displaystyle N} olika positioner, en för vardera partikel.

### Permutationssymmetrier
Om systemet består av identiska partiklar måste vågfunktionen vara symmetrisk eller antisymmetrisk under permutation av partiklarnas identiteter. Det innebär att vågfunktionen bara får ändras med en skalär {\displaystyle \lambda }:
{\displaystyle \Psi ({\textbf {r}}_{1},...,{\textbf {r}}_{i},...,{\textbf {r}}_{j},...,{\textbf {r}}_{N})=\lambda \Psi ({\textbf {r}}_{1},...,{\textbf {r}}_{j},...,{\textbf {r}}_{i},...,{\textbf {r}}_{N})=\lambda ^{2}\Psi ({\textbf {r}}_{1},...,{\textbf {r}}_{i},...,{\textbf {r}}_{j},...,{\textbf {r}}_{N})}
vilket medför {\displaystyle \lambda =\pm 1}. Om {\displaystyle {\hat {P}}_{ij}} betecknar permutationsoperatorn som byter identitet på partiklarna {\displaystyle i} och {\displaystyle j}, kan denna egenskap hos vågfunktionerna beskrivas som att de är egenfunktioner till {\displaystyle {\hat {P}}_{ij}}
{\displaystyle {\hat {P}}_{ij}\Psi ({\textbf {r}}_{1},...,{\textbf {r}}_{i},...,{\textbf {r}}_{j},...,{\textbf {r}}_{N})=\Psi ({\textbf {r}}_{1},...,{\textbf {r}}_{j},...,{\textbf {r}}_{i},...,{\textbf {r}}_{N})=\lambda \Psi ({\textbf {r}}_{1},...,{\textbf {r}}_{i},...,{\textbf {r}}_{j},...,{\textbf {r}}_{N})}
med egenvärde {\displaystyle \lambda =+1} för bosoner och med egenvärde {\displaystyle \lambda =-1} för fermioner. Permutationssymmetrin förändras inte över tiden och måste därför kommutera med Hamiltonoperatorn, {\displaystyle [{\hat {H}},{\hat {P}}_{ij}]=0}. Ourskiljbarheten hos identiska partiklar medför således både villkor på symmetrierna hos vågfunktionerna och hos Hamiltonoperatorn.

### Slaterdeterminanter
För fermioner, vars vågfunktioner är antisymmetriska, kan flerpartikeltillstånd konstrueras utifrån enpartikeltillstånd med hjälp av så kallade Slaterdeterminanter. Betrakta två olika partiklar med positionerna {\displaystyle {\textbf {r}}_{1}} och {\displaystyle {\textbf {r}}_{2}} och två olika spinn-orbitaler {\displaystyle \phi _{1}} och {\displaystyle \phi _{2}}. En första gissning för hur vågfunktionen för totala systemet vore en Hartreeprodukt:
{\displaystyle \Phi ({\textbf {r}}_{1},{\textbf {r}}_{2})=\phi _{1}({\textbf {r}}_{1})\phi _{2}({\textbf {r}}_{2}).}
Denna vågfunktion uppfyller emellertid inte kravet om antisymmetri för fermioner och således inte ett tillåtet kvanttillstånd. Istället måste vågfunktionen antisymmetriseras:
{\displaystyle \Phi ({\textbf {r}}_{1},{\textbf {r}}_{2})={\frac {1}{\sqrt {2}}}\left(\phi _{1}({\textbf {r}}_{1})\phi _{2}({\textbf {r}}_{2})-\phi _{1}({\textbf {r}}_{2})\phi _{2}({\textbf {r}}_{1})\right).}
Ett tillstånd på denna form kallas Slaterdeterminant eftersom det kan uttryckas som en determinant av en matris med enpartikelvågfunktioner:
{\displaystyle \Phi ({\textbf {r}}_{1},{\textbf {r}}_{2})={\frac {1}{\sqrt {2}}}{\begin{vmatrix}\phi _{1}(\mathbf {r} _{1})&\phi _{2}(\mathbf {r} _{1})\\\phi _{1}(\mathbf {r} _{2})&\phi _{2}(\mathbf {r} _{2})\end{vmatrix}}.}
På motsvarande sätt kan Slaterdeterminanter konstrueras för {\displaystyle N}-partikelsystem:
{\displaystyle \Phi ({\textbf {r}}_{1},{\textbf {r}}_{2},...,{\textbf {r}}_{N})={\frac {1}{\sqrt {N!}}}{\begin{vmatrix}\phi _{1}(\mathbf {r} _{1})&\phi _{2}(\mathbf {r} _{1})&\cdots &\phi _{N}(\mathbf {r} _{1})\\\phi _{1}(\mathbf {r} _{2})&\phi _{2}(\mathbf {r} _{2})&\cdots &\phi _{N}(\mathbf {r} _{2})\\\vdots &\vdots &\ddots &\vdots \\\phi _{1}(\mathbf {r} _{N})&\phi _{2}(\mathbf {r} _{N})&\cdots &\phi _{N}(\mathbf {r} _{N})\end{vmatrix}}.}
Varje Slaterdeterminant är ett egentillstånd till permutationsoperatorn och uppfyller således kravet om antisymmetri. Motsvarande tillstånd kan konstrueras för bosoner, men istället för determinanter används permanent.
Ett allmänt {\displaystyle N}-partikeltillstånd kan uttryckas som en linjärkombination av olika Slaterdeterminanter:
{\displaystyle \Psi ({\textbf {r}}_{1},{\textbf {r}}_{2},...,{\textbf {r}}_{N})=\sum _{i}c_{i}\Phi _{i}({\textbf {r}}_{1},{\textbf {r}}_{2},...,{\textbf {r}}_{N}).}
Slaterdeterminanter utgör således en fullständig bas för flerpartikeltillstånd. Rummet som spänns upp av alla möjliga Slaterdeterminanter kallas för Fockrum.